# Тетраедрално число
Тетраедралното число или триъгълното пирамидално число е фигурно число, представляващо правилен тетраедър (триъгълна пирамида). Всяко n-то тетраедрално число се получава като сбор на първите n на брой триъгълни числа. Това се представя като:
{\displaystyle T_{n}=\sum _{k\mathop {=} 1}^{n}{\frac {k(k+1)}{2}}}
или
{\displaystyle T_{n}={n(n+1)(n+2) \over 6}}
Първите тетраедрални числа са:
1, 4, 10, 20, 35, 56, 84, 120, 165, 220, 286, 364, 455, 560, 680, 816, 969, 1140, 1330, 1540, 1771, 2024, 2300, 2600, 2925, 3276, 3654, 4060, 4495, 4960, 5456, 5984, 6545, 7140, 7770, 8436, 9139, 9880…

## Доказателство
Индуктивно формулата за n-тото тетраедрално число се доказва чрез формулата за триъгълно число {\displaystyle {\mathit {Tri}}_{n}={n(n+1) \over 2}}, тъй като всяко следващо тетраедрално число n+1 се получава чрез добавяне на n+1 триъгълно число:
{\displaystyle {\begin{aligned}T_{n+1}\quad &=T_{n}+Tri_{n+1}={\frac {n(n+1)(n+2)}{6}}+{\frac {(n+1)(n+2)}{2}}\\&={\frac {(n+1)(n+2)(n+3)}{6}}.\end{aligned}}}

## Свойства
- Тетраедралните числа следват определена повторяемост едно нечетно число е следвано от три четни числа.
- Има само 3 тетраедрални числа, които са същевременно и квадратни:

T1 = 1 = 1²
T2 = 4 = 2²
T48 = 19 600 = 140²
- Има само 5 тетраедрални числа, които са същевременно и триъгълни:[2]

1, 10, 120, 1540 и 7140.
- Сборът от две поредни тетраедрални числа (n-1 и n) е равен на сбора от квадратите до n:

Tn-1 + Tn = 1² + 2² + 3² … + n2

## Връзка с тригълника на Паскал
Тетраедралните числа присъстват в триъгълника на Паскал на 4-то място (от ляво надясно или обратно) на всеки ред след 3-тия.